# دریاچه اورستیادا
دریاچهٔ اورستیادا (به یونانی: Λίμνη Ορεστιάδα) که اورستیدا و کاستوریا نیز نامیده می‌شود، دریاچه‌ای واقع در منطقهٔ کاستوریای مقدونیه در شمال غربی یونان است که تاریخ تشکیل آن به ۱۰ میلیون سال پیش می‌رسد. این دریاچه که نامش برگرفته از نام نیمفی موسوم به اوریادس یا اورستیاد است، در ارتفاع ۶۳۰ متری از سطح دریا قرارداشته و مساحتی برابر با ۲۸ کیلومتر مربع را دربر می‌گیرد.
نُه رود کوچک به دریاچهٔ اورستیادا می‌ریزد و ژرفای دریاچه بین ۹ تا ۱۰ متر متغیر است. شبه‌جزیرهٔ کاستوریا این دریاچه را به دو بخش تقسیم کرده که بخش بزرگتر آن در شمال و بخش کوچکترش در جنوب قرار دارد.
از جمله دیدنی‌های اطراف دریاچه، گذشته از معماری بیزانسی خود شهر، می‌توان به صومعهٔ بیزانسی و سدهٔ یازدهمی پاناگیا ماوریوتیسا و سکونتگاه پیش‌ازتاریخ و بازسازی‌شدهٔ دیسپیلیو، جایی که لوح دیسپیلیو در سال ۱۹۹۲ از درون دریاچه بیرون آورده‌شد، اشاره نمود.